# Petropedetes dutoiti
Petropedetes dutoiti är en groddjursart som först beskrevs av Arthur Loveridge 1935.  Petropedetes dutoiti ingår i släktet Petropedetes och familjen Petropedetidae. IUCN kategoriserar arten globalt som akut hotad. Inga underarter finns listade i Catalogue of Life.